# Eli Alon
Eli Alon (hebräisch אלי אלון‎; * 19. Juni 1945 in Tel Aviv) ist ein israelischer Anästhesiologe, der sich auf Schmerztherapie spezialisiert hat.

## Leben
Alon schloss 1972 sein Studium der Medizin mit dem Staatsexamen an der Universität Mailand ab. Anschließend war er dort einige Jahre als Assistenzarzt in der Anästhesiologie tätig, bevor er 1976 zum Universitätsspital Zürich wechselte. Militärdienst leistete Eli Alon in Israel von 1963 bis 1965 und von 1978 bis 1979 als Militärarzt. 1990 bis 1991 hielt er sich als Research Fellow an der University of California in San Francisco auf. In Zürich arbeitete er bis 1997 als Assistenz- und später als Oberarzt. Danach wechselte er zum Regionalspital Lugano, wo er bis zur Eröffnung seiner Praxis für Schmerztherapie im Jahre 2002 als Chefarzt und Departementsvorsteher im Ospedale Civico und Ospedale Italiano beschäftigt war, wie auch Co-Leiter der von ihm gegründeten Anästhesieschwesterschule Scuola Infermieri Anestesisti del Canton Ticino und Präsident der von ihm gegründeten Vereinigung der Tessiner Anästhesieärzte (Associazione Medici Anestesisti del Cantone Ticino, kurz AMACTI). Seit 1993 ist er als Dozent an der Universität Zürich tätig und erhielt im Sommer 2000 eine Professur. Er ist Facharzt FMH für Anästhesiologie und Schmerzspezialist der Swiss Pain Society und führt eine Praxis für Schmerztherapie in Zürich. Zudem war er Konsiliararzt am Universitätsspital Zürich 2002 bis 2010 und ist Titularprofessor der Universität Zürich. Ferner war er Präsident der Swiss Pain Society (SPS, damals Schweizerische Gesellschaft zum Studium des Schmerzes), für die er unter anderem jährlich den multidisziplinären Schmerzkurs leitet. Zudem war er 2008 bis 2014 Vorstandsmitglied der Föderation der Europäischen Schmerzgesellschaften (EFIC).
Eli Alon hat seine Anästhesie-Ausbildung in Zürich absolviert. Es folgten Auslandsaufenthalte in den USA, in Großbritannien und Deutschland. Seine Forschungsgebiete waren die allgemeine Anästhesie in der Geburtshilfe, die postoperative Schmerzbekämpfung, die regionale Analgesie während der Geburt und die Behandlung chronischer Schmerzen.
Von Haus aus Anästhesist, hat Alon bereits in den 1980er Jahren die damals kaum praktizierte geburtshilfliche Epiduralanästhesie in die Schweiz eingeführt, bevor er sich, nach vieljähriger Tätigkeit als Anästhesist zuletzt als Chefarzt vollumfänglich der Schmerztherapie zuwandte. Am Universitätsspital Zürich gründete er 1995 das Schmerzambulatorium Anästhesiologie und wirkte bis zu seiner Pensionierung 2010 als Konsiliararzt.
Alon engagiert sich seit Jahren dafür, dass chronischer Schmerz nicht nur als Symptom, sondern als eigenständige Krankheit anerkannt wird. Seit 2009 nahm er im Rahmen der Social Impact of Pain (SIP) an zahlreichen Begegnungen mit europäischen Politikern teil. Das Ziel Alons und der SPS ist es, die Anerkennung chronischer Schmerzen auch in der Schweiz als eigenständige Krankheit zu erwirken.
Eli Alon lebt in Zürich, ist verheiratet und hat zwei Kinder und vier Enkelkinder.

## Auszeichnungen
- Ehrenmitglied der Schweizerischen Schmerzesgesellschaft SPS
- Outstanding Service to the Teaching Profession. American Biographical Institute
- Professional of the Year in Medicine 1991. American Biographical Institute
- 5’000 Personalities of the World for Service to Profession. American Biographical Institute
- Who’s who of the year 1994. American Biographical Institute
- Preis der Dr. Margrit Egnér-Stiftung 2015

## Publikationen
Alon ist Autor von 10 Büchern und Proceedings, über 80 Originalartikeln, über 40 Übersichtsartikeln und 45 Buchkapiteln. Er war Editor der Zeitschrift Der Schmerz, Chefredakteur der Zeitschrift Dolor und der Zeitschrift Schmerz/Pain/Douleur, Editor der Zeitschriften European Journal of Pain, Obstetric Anesthesia Digest, Pain Clinic, Acta Anaesthesilologica Helvetica und International Monitor of Regional Anesthesia.